# 福音派的三个世界
《福音派的三个世界》是阿龙·雷恩于2022年2月在《首要之事》杂志上发表的一篇文章。该文对雷恩于2017年首次提出的时间顺序框架进行了完善，框架将世界划分为“积极世界”、“中性世界”和“消极世界”，旨在理解新教福音派与20世纪末至21世纪初日益世俗化的美国文化之间的关系。该文章在福音派中引发了广泛的讨论，并被扩展为一本名为《负面世界中的生活》的完整书籍，预计2024年出版。